# Petăr Mladenov

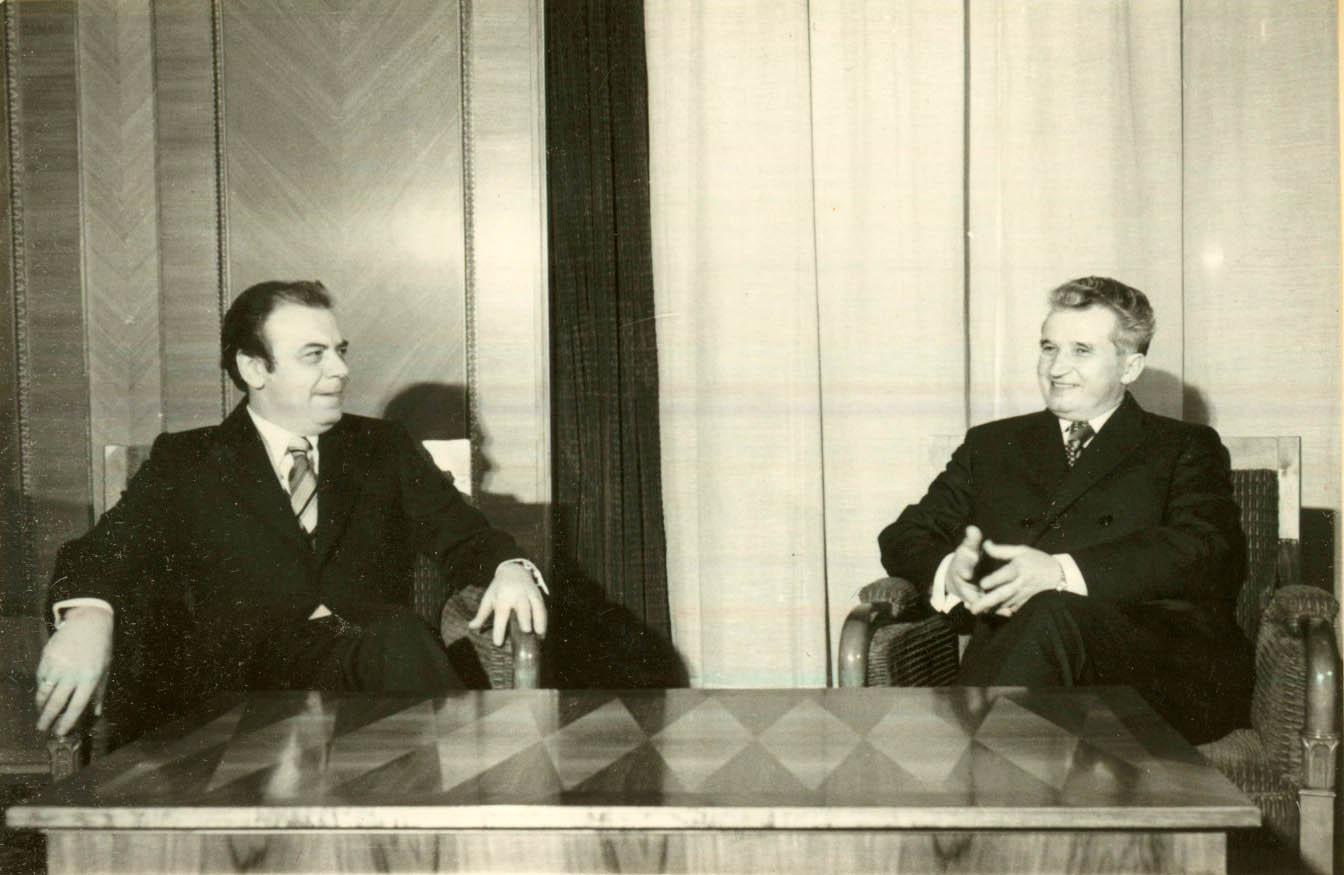
Petar Mladenov cu Nicolae Ceaușescu

Petăr Toșev Mladenov (în bulgară Петър Тошев Младенов; n. 22 august 1936, Urbabinți, Vidin, Bulgaria – d. 31 mai 2000, Sofia, Bulgaria) a fost un diplomat și politician bulgar comunist. El a servit ca ministru de externe timp de aproape două decenii pentru Todor Jivkov. Mladenov s-au alăturat Biroului Politic și a devenit ministru de externe în 1971, servind în această poziție până în noiembrie 1989, când l-a demis pe Jivkov. Mladenov a preluat apoi ambele functii a lui Jivkov, devenind secretar general al Partidului Comunist și președinte al Consiliului de Stat. A reorganizat Executivul bulgar. Ambele sale funcții au fost eliminate la începutul anului 1990, însă Mladenov a devenit președinte al Bulgariei pe 3 aprilie 1990. La 6 iulie în același an și-a dat demisia, în urma unei acuzații că ar fi cerut folosirea tancurilor împotriva demonstranților anticomuniști in noiembrie 1989.
1. ↑  Petar Mladenow, Munzinger Personen, accesat în 9 octombrie 2017
2. 1 2  Petar Mladenow, Discogs, accesat în 9 octombrie 2017